# Barry University
 (avril 2025).
La mise en forme du texte ne suit pas les recommandations de Wikipédia : il faut le « wikifier ».
Les points d'amélioration suivants sont les cas les plus fréquents :
- Les titres sont pré-formatés par le logiciel. Ils ne sont ni en capitales, ni en gras.
- Le texte ne doit pas être écrit en capitales (les noms de famille non plus), ni en gras, ni en italique, ni en « petit »…
- Le gras n'est utilisé que pour surligner le titre de l'article dans l'introduction, une seule fois.
- L'italique est rarement utilisé : mots en langue étrangère, titres d'œuvres, noms de bateaux, etc.
- Les citations ne sont pas en italique mais en corps de texte normal. Elles sont entourées par des guillemets français : « et ».
- Les listes à puces sont à éviter, des paragraphes rédigés étant largement préférés. Les tableaux sont à réserver à la présentation de données structurées (résultats, etc.).
- Les appels de note de bas de page (petits chiffres en exposant, introduits par l'outil «  Source ») sont à placer entre la fin de phrase et le point final[comme ça].
- Les liens internes (vers d'autres articles de Wikipédia) sont à choisir avec parcimonie. Créez des liens vers des articles approfondissant le sujet. Les termes génériques sans rapport avec le sujet sont à éviter, ainsi que les répétitions de liens vers un même terme.
- Les liens externes sont à placer uniquement dans une section « Liens externes », à la fin de l'article. Ces liens sont à choisir avec parcimonie suivant les règles définies. Si un lien sert de source à l'article, son insertion dans le texte est à faire par les notes de bas de page.
- La présentation des références doit suivre les conventions bibliographiques. Il est recommandé d'utiliser les modèles {{Ouvrage}}, {{Chapitre}}, {{Article}}, {{Lien web}} et/ou {{Bibliographie}}. Le mode d'édition visuel peut mettre en forme automatiquement les références.
- Insérer une infobox (cadre d'informations à droite) n'est pas obligatoire pour parachever la mise en page.

Pour une aide détaillée, merci de consulter Aide:Wikification.
Si vous pensez que ces points ont été résolus, vous pouvez retirer ce bandeau et améliorer la mise en forme d'un autre article.
Barry University est une université privée catholique située à Miami Shores, en Floride, aux États-Unis. Fondée en 1940 par les Sœurs dominicaines de l'Immaculée Conception, elle propose une large gamme de programmes académiques, allant des sciences humaines aux sciences de la santé, en passant par le droit et les affaires. L’université est reconnue pour son engagement envers la justice sociale et l’éducation inclusive.

## Histoire
Barry University a été fondée en 1940 sous le nom de Barry College for Women par les Sœurs dominicaines de l'Immaculée Conception, avec le soutien de l’évêque Patrick Barry. Initialement destinée à l’éducation des femmes, elle est devenue mixte en 1974 et a pris le statut d’université en 1981. Aujourd’hui, elle accueille une population étudiante diversifiée et s’engage dans des initiatives communautaires à Miami et dans ses environs.

## Programmes académiques
Barry University offre plus de 100 programmes de premier cycle, de cycles supérieurs et professionnels. Parmi ses écoles notables figurent :
- La **School of Law**, située à Orlando, qui forme des avocats spécialisés en droit de l’environnement et en justice sociale.
- La **School of Podiatric Medicine**, l’une des rares écoles de podiatrie aux États-Unis.
- La **Adrian Dominican School of Education**, axée sur la formation des enseignants.

L’université est également reconnue pour ses programmes en travail social et en sciences infirmières, qui mettent l’accent sur le service communautaire.

## Campus
Le campus principal de Barry University est situé à Miami Shores, à proximité de Miami. Il comprend des installations modernes, telles que la bibliothèque Monsignor William Barry Memorial Library et des laboratoires scientifiques. L’université possède également des campus satellites en Floride et aux Bahamas, facilitant l’accès à l’éducation pour les étudiants internationaux.

## Finances et dotation
En 2020, la dotation de Barry University s’élevait à environ 44 millions de dollars, selon les données de l’Association nationale des responsables financiers des collèges et universités (NACUBO). Ces fonds soutiennent les bourses d’études et les projets d’infrastructure.

## Vie étudiante
Barry University compte environ 7 400 étudiants, dont une forte proportion d’étudiants internationaux. L’université propose de nombreuses activités parascolaires, notamment des clubs culturels, des équipes sportives (les Barry Buccaneers, affiliées à la NCAA Division II) et des initiatives de bénévolat. L’accent mis sur la diversité et l’inclusion est un pilier de la vie sur le campus.

## Notoriété
Barry University est régulièrement classée parmi les meilleures universités régionales du Sud des États-Unis par des publications comme U.S. News & World Report. Elle est également reconnue pour son engagement envers la justice sociale, reflétant les valeurs dominicaines de ses fondateurs.